# Буди (Радомщанський повіт)
Буди (пол. Budy) — село в Польщі, у гміні Ґідле Радомщанського повіту Лодзинського воєводства.
У 1975—1998 роках село належало до Ченстоховського воєводства.